# Saustinõmme
Saustinõmme – wieś w Estonii, w prowincji Harju, w gminie Saku.